# Stenodactylus mauritanicus
Espèce
Synonymes
- Stenodactylus sthenodactylus mauritanicus Guichenot, 1850

Stenodactylus mauritanicus est une espèce de geckos de la famille des Gekkonidae.

## Répartition
Cette espèce se rencontre au Sahara occidental, au Maroc, en Algérie, en Tunisie, en Libye et en Égypte.

## Publication originale
- Guichenot, 1850 : Histoire naturelle des reptiles et des poissons de l’Algérie. Exploration Scientifique de l’Algérie pendant les années 1840, 1841, 1842. Imprimerie Nationale, Paris, p. 1-30.